# Analog Days
Analog Days est un film américain réalisé par Mike Ott et sorti en 2006.

## Synopsis
Un groupe d'amis négocient la difficile transition entre la jeunesse et l'âge adulte, dans le décor d'une ville moyenne située à une trentaine de miles au nord de Los Angeles.

## Fiche technique
- Réalisation : Mike Ott
- Scénario : Mike Ott
- Lieu de tournage : Newhall (Californie)
- Montage : Lane Farnham
- Durée : 90 minutes
- Musique : Derek Fudesco, Alec Puro, Ryan Rehm
- Dates de sortie :
  - 24 juin 2006 (Festival du film de Los Angeles)
  - 7 octobre 2006 (Festival du film de Montréal)
  - 17 octobre 2006 (Festival du film de Vienne)[1]

## Distribution
- Chad Cunningham : Lloyd
- Ivy Khan : Tammy
- Granger Green : Molly
- Brett L. Tinnes : Jordan
- Rhyan Johnsen : Fenster
- Shaughn Buccholz : Derek
- Jonathon Burbridge : Lawler
- Nathan Rodriguez : Peter
- Jackie Buscarino : Melanie
- Tyler Nelson (en) : Dameco